# Queugne
Queugne – rzeka w środkowej Francji o długości 28,5 km, będąca dopływem Cher i pośrednio dopływem Loary. Przepływa przez departamenty Cher i Allier. Należy do dorzecza Loary.

## Geografia
Queugne ma swoje źródło na wysokości 378 m n.p.m. w gminie Chambérat (Allier). Przepływa przez sześć gmin w departamencie Allier i dwie w Cher, m.in. przez Épineuil-le-Fleuriel. Przez cały czas podąża w kierunku północno-wschodnim. Głównym dopływem Queugne jest Boeuf, która tylko trochę powiększa, bo nie jest duża (około metr szerokości). W rzeczywistości Boeuf wpada do kanału Berry. Queugne spotyka Boeuf w wiosce Épineuil-le-Fleuriel (akwedukt Queugne). Kilkaset metrów dalej wpada do Cher na wysokości 167 m n.p.m.

## Dopływy
- Strumień stawu Puy Bouillard
- Strumień stawu Jauny
- Cornançais
- Bœuf

## Przepływane departamenty i gminy
Queugne przepływa przez dwa departamenty i sześć gmin:
- Allier (03): Chambérat, Courçais, Chazemais i Saint-Désiré
- Cher (18): Saint-Vitte i Épineuil-le-Fleuriel

## Historia akweduktu
Akwedukt Queugne został zbudowany w roku 1825, a autorem projektu był inżynier Auniet. Akwedukt jest własnością gminy Épineuil-le-Fleuriel. Posiada dwie śluzy. Koryto zostało powiększone w 1866. W 1887 zamierzono wycofać jedną z dwóch śluz, by zmniejszyć czas przepływu. W 1896 przebudowano gruntownie mury.